# Mysticons
A Mysticons 2017 és 2018 között vetített amerikai–kanadai televíziós 2D-s számítógépes animációs fantasy sorozat, amelynek alkotója Sean Jara.
Amerikában 2017. augusztus 28-ától 2018. szeptember 15-ig a Nickelodeon és a NickToons vetítette. Magyarországon 2019 április 1-jén a NickToons csatorna mutatta be.

## Ismertető
Egy történet négy lányról, akik legendás hősökké, a Mysticonokká válnak. A Mysticonoknak erejüket egyesítve meg kell menteniük világukat Necrafától, a gonosz királynőtől.

## Szereplők
| Szereplő                          | Eredeti hang      | Magyar hang        |
| Mysticons                         | Mysticons         | Mysticons          |
| --------------------------------- | ----------------- | ------------------ |
| Arkayna Goodfey                   | Alyson Court      | Csifó Dorina       |
| Zarya "Z-Star" Moonwolf           | Nicki Burke       | Laudon Andrea      |
| Piper Willowbrook                 | Ana Sani          | Tamási Nikolett    |
| Emerald "Em" Zirconia Goldenbraid | Evany Rosen       | Csuha Bori         |
| Vexicons                          |                   |                    |
| Mallory                           | TBA               | Nádorfi Krisztina  |
| Kasha                             | TBA               | Sipos Eszter Anna  |
| Eartha                            | TBA               | Nádasi Veronika    |
| Willa                             | TBA               | Vadász Bea         |
| Animal Companions és sidekicks    |                   |                    |
| Choko                             | TBA               |                    |
| Izzie                             | TBA               |                    |
| Topaz                             | TBA               |                    |
| Miss Paisley                      | TBA               |                    |
| Archer                            | TBA               |                    |
| Deeva                             | TBA               |                    |
| Royal Family of Gemina            |                   |                    |
| Queen Goodfey                     | Linda Kash        | Solecki Janka      |
| King Darius                       | Patrick McKenna   | Rosta Sándor       |
| Gawayne                           | David Berni       | Ódor Kristóf       |
| Zarya's adopted family            |                   |                    |
| Mr and Mrs. Moonwolf              | TBA               |                    |
| Emerald Goldenbraid's family      |                   |                    |
| Citrine Goldenbraid               | TBA               | Kocsis Mariann     |
| Malachite Goldenbraid             | TBA               | Bácskai János      |
| Halite Goldenbraid                | TBA               | Berecz Kristóf Uwe |
| Ferrus Goldenbraid                | TBA               | Mayer Marcell      |
| Astromancers                      |                   |                    |
| Nova Terron                       | Dan Lett          | Sörös Sándor       |
| Quasarla                          | TBA               | Ősi Ildikó         |
| Gandobi                           | Seán Cullen       | Láng Balázs        |
| Tazma Grimm                       | Michelle Monteith | Dögei Éva          |
| Proxima Starfall                  | Stacey DePass     | Madarász Éva       |
| Malvaron Grimm                    | Mac Heywood       | Czető Roland       |
| Douglaphius "Doug" Hadderstorm    | Doug Hadders      | Szokol Péter       |
| Spectral Hand                     |                   |                    |
| Queen Necrafa                     | Valerie Buhagiar  | Makay Andrea       |
| General Dreadbane                 | Mac Heywood       | Vass Gábor         |
| Skeleton                          | TBA               |                    |
| Spectral Army                     | TBA               |                    |
| Spectromancers                    | TBA               |                    |
| Pink Skulls                       |                   |                    |
| Kitty Boon                        | Katie Griffin     | Pánics Lilla       |
| Kasey Boon                        | Josh Graham       | Gacsal Ádám        |
| Mer-Knights of the Silver Trident |                   |                    |
| Kelpie Truefin                    | TBA               | Hermann Lilla      |
| Queen Truefin                     | TBA               | Andresz Kati       |
| Dragons of Light                  |                   |                    |
| King Valmuk                       | TBA               |                    |
| Stormy                            | TBA               |                    |
| Pale green for Princess Arkayna   | TBA               |                    |
| Pale blue for Zarya               | TBA               |                    |
| Pale orange for Piper             | TBA               |                    |
| Pale purple for Emerald           | TBA               |                    |
| Mellékszereplők                   |                   |                    |
| Neeko                             | Cory Doran        | Berkes Bence       |
| Kymraw                            | Linda Kash        | Téglás Judit       |
| Barnabas Dinklelot                | TBA               |                    |
| Imani Firewing                    | TBA               | Laurinyecz Réka    |
| Geraldine Yaga Grimm              | Lili Franks       | Boldizsár Tünde    |
| Captain Kaos                      | TBA               | Kassai Károly      |
| Hortensia Q. Sparklebottom        | TBA               | Kassai Ilona       |
| Lance O'Lovely                    | TBA               |                    |
| Vesper                            | TBA               |                    |
| Mr. Snellson                      | TBA               |                    |

### Magyar változat
- Dalszöveg: Weichinger Kálmán
- Zenei rendező: Weichinger Kálmán
- Magyar szöveg: Fék András, Halmai Attila
- Hangmérnök: Bederna László, Bokk Tamás
- Gyártásvezető: Németh Piroska
- Vágó: Bederna László, Wünsch Attila
- Szinkronrendező: Orosz Ildikó
- Produkciós vezető: Koleszár Emőke
- Felolvasó: Schmidt Andrea

### További magyar hangok
- Fekete Zoltán – Schnechtacus
- Halász Aranka – Kalmár
- Kapu Hajni – Tündér
- Kiss Erika – Serena
- Markovics Tamás – Tiberius
- Pálmai Szabolcs – Tibion
- Pekár Adrienn – Lateensia
- Szabó Andor – Férfi
- Törköly Levente – Ork
- Ungvári Gergely – Mathis

## Évados áttekintés
| Évad | Évad | Epizódok | Eredeti sugárzás    | Eredeti sugárzás     | Magyar sugárzás  | Magyar sugárzás   |
| Évad | Évad | Epizódok | Évadpremier         | Évadfinálé           | Évadpremier      | Évadfinálé        |
| ---- | ---- | -------- | ------------------- | -------------------- | ---------------- | ----------------- |
|      | 1    | 20       | 2017. augusztus 28. | 2017. december 27.   | 2019. április 1. | 2019. április 26. |
|      | 2    | 20       | 2018. január 13.    | 2018. szeptember 15. | TBA              | TBA               |